# Mamestra subrosea
Mamestra subrosea är en fjärilsart som beskrevs av Köhler 1955. Mamestra subrosea ingår i släktet Mamestra och familjen nattflyn. Inga underarter finns listade i Catalogue of Life.